# Stratiomys rufipennis
Stratiomys rufipennis är en tvåvingeart som först beskrevs av Macquart 1855.  Stratiomys rufipennis ingår i släktet Stratiomys och familjen vapenflugor. Inga underarter finns listade i Catalogue of Life.